# Rusekianna
Rusekianna är ett släkte av urinsekter. Rusekianna ingår i familjen Katiannidae.
Släktet innehåller bara arten Rusekianna albifrons.